# Hassan Fathy

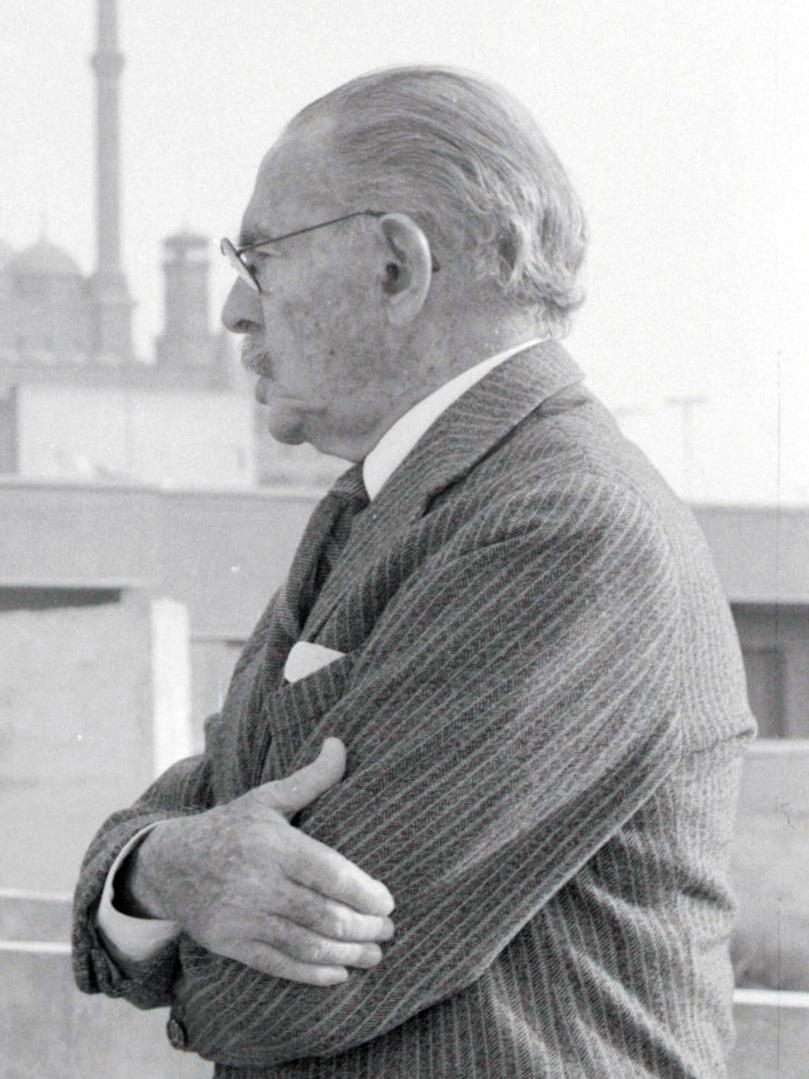
Hassan Fathy

Hassan Fathy (arabisch حسن فتحي, DMG Ḥasan Fatḥī, * 23. März 1900 in Alexandria, Sultanat Ägypten; † 30. November 1989 in Kairo) war ein ägyptischer Architekt. Er ist insbesondere für seine Gebäude aus Lehmziegeln bekannt, die traditionelle Bautechniken wie das nubische Gewölbe aufgreifen und mit geringen Mitteln gebaut werden können.

## Leben
1926 erhielt Fathy einen Abschluss in Architektur von der Universität Fuads I. (heute Universität Kairo).
Von 1946 bis 1952 wurde die Siedlung al-Qurna al-Dschadīda (auch Neu-Gurna genannt) nach seinen Plänen gebaut.
Fathy bekam 1980 als erster den Right Livelihood Award („for saving and adapting traditional knowledge and practices in building and construction for and with the poor“), sowie im selben Jahr den Balzan-Preis für Architektur und Stadtplanung und den Aga Khan Award for Architecture für sein Lebenswerk.

## Werke (Auswahl)

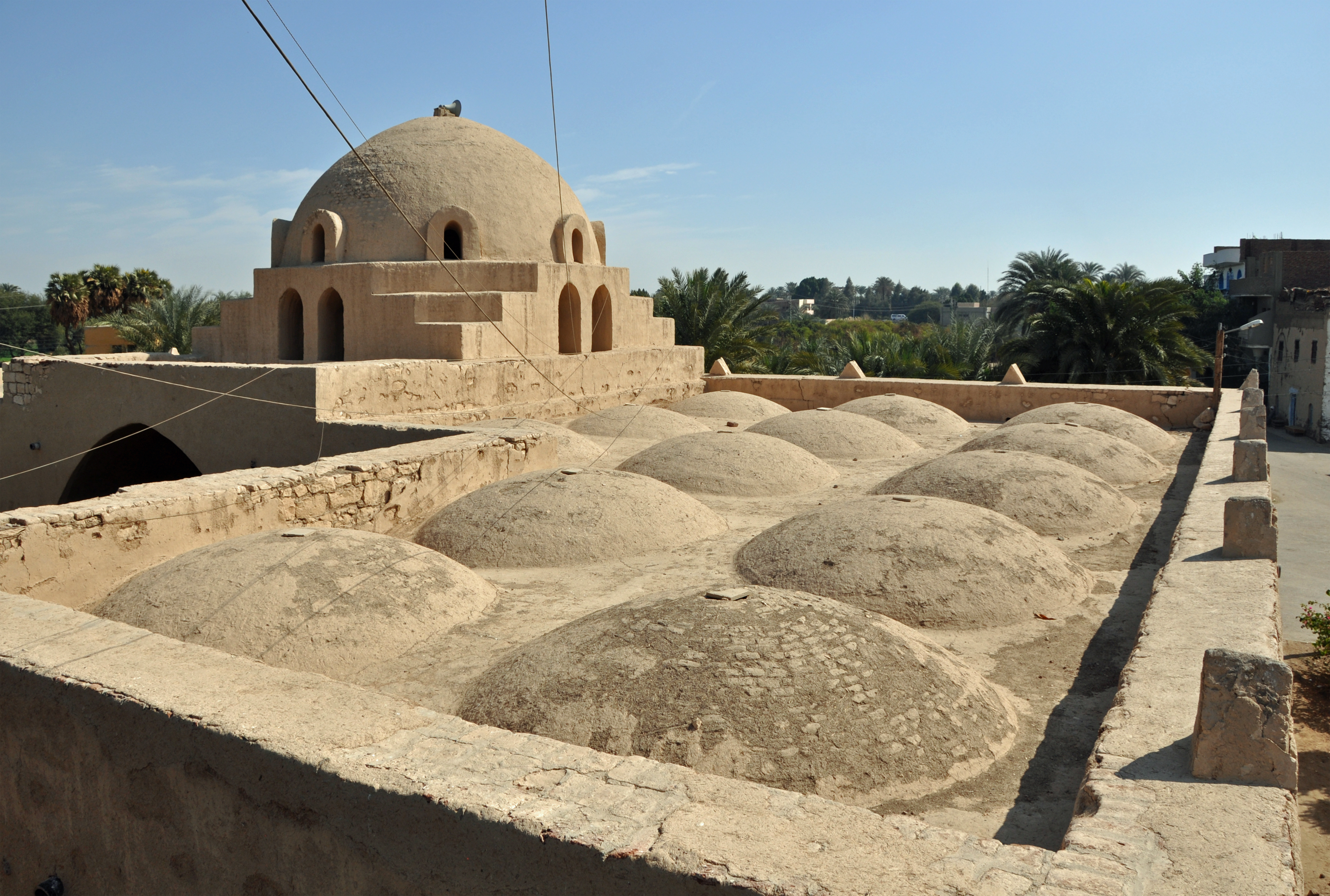
Die Moschee in Neu-Gurna

- 1946–52: Siedlung al-Qurna al-Dschadīda (nicht fertiggestellt)
- 1950: Siedlung Lulu’at al-Sahara mit Moschee, Kairo[1]
- 1951: Weberdorf Harraniya, Kairo[2]
- 1980: Haus Qazruny, Kairo[3]
- 1984: Haus Murad Greiss, Kairo[4]

## Ehrungen
1989 wurde Hassan Fathy zusammen mit Otto Königsberger, Lauchlin Bernard Currie und Habitat for Humanity mit dem renommierten UN Habitat Scroll of Honour geehrt, den die Vereinten Nationen (UN) seit 1989 für außergewöhnliche Leistungen des Städte- und Wohnungsbaus verleihen (Programm der Vereinten Nationen für menschliche Siedlungen). Die Académie royale des Sciences, des Lettres et des Beaux-Arts de Belgique (Classe des Beaux-Arts) nahm ihn 1977 als assoziiertes Mitglied auf.

## Publikationen
- Architecture for the Poor. 1973
- Natural Energy and Vernacular Architecture: Principles and Examples, With Reference to Hot Arid Climates. 1986